# Zeecksche Villa

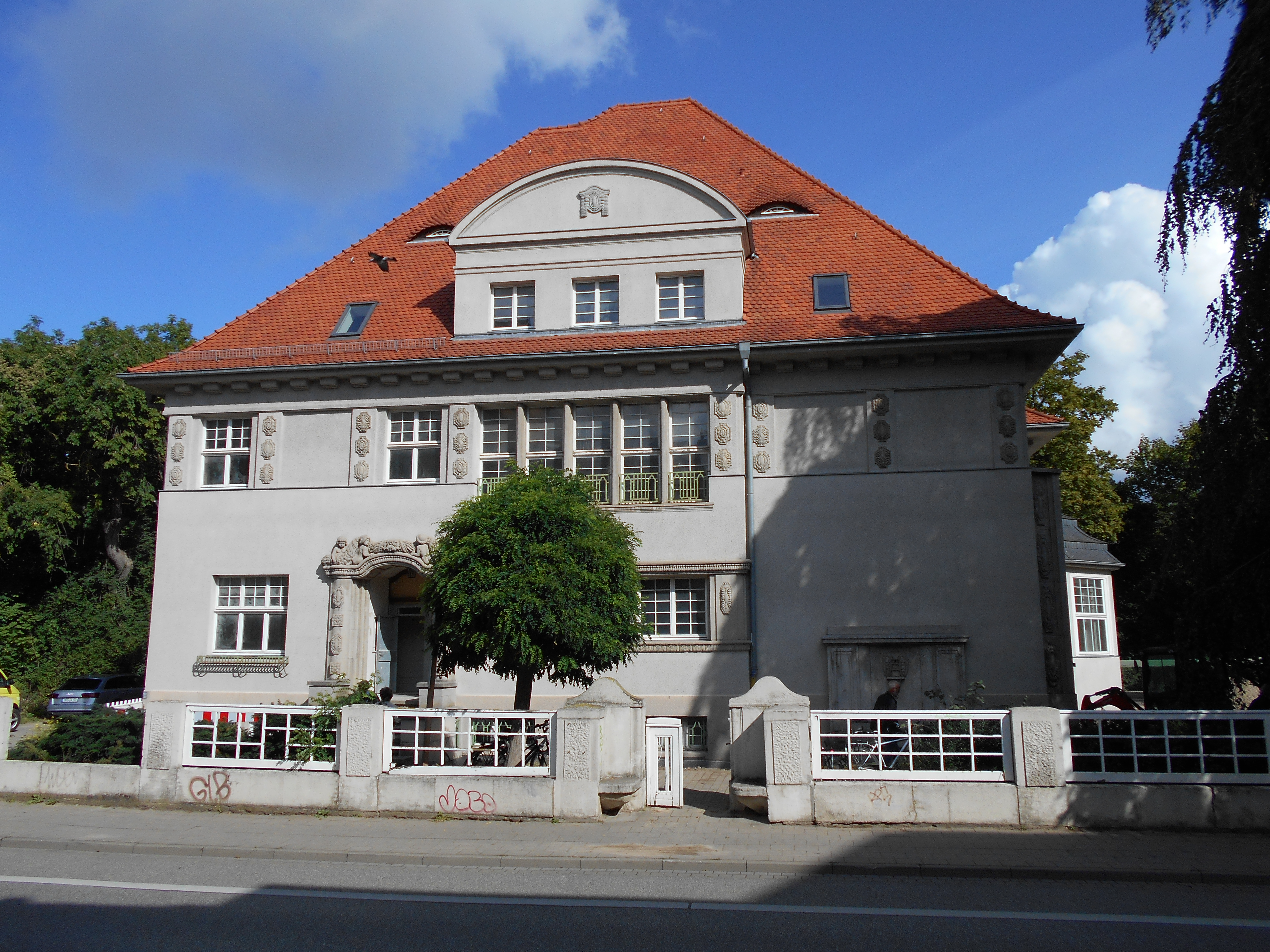
Die Villa des Kaufhausbesitzes Gustav Zeeck

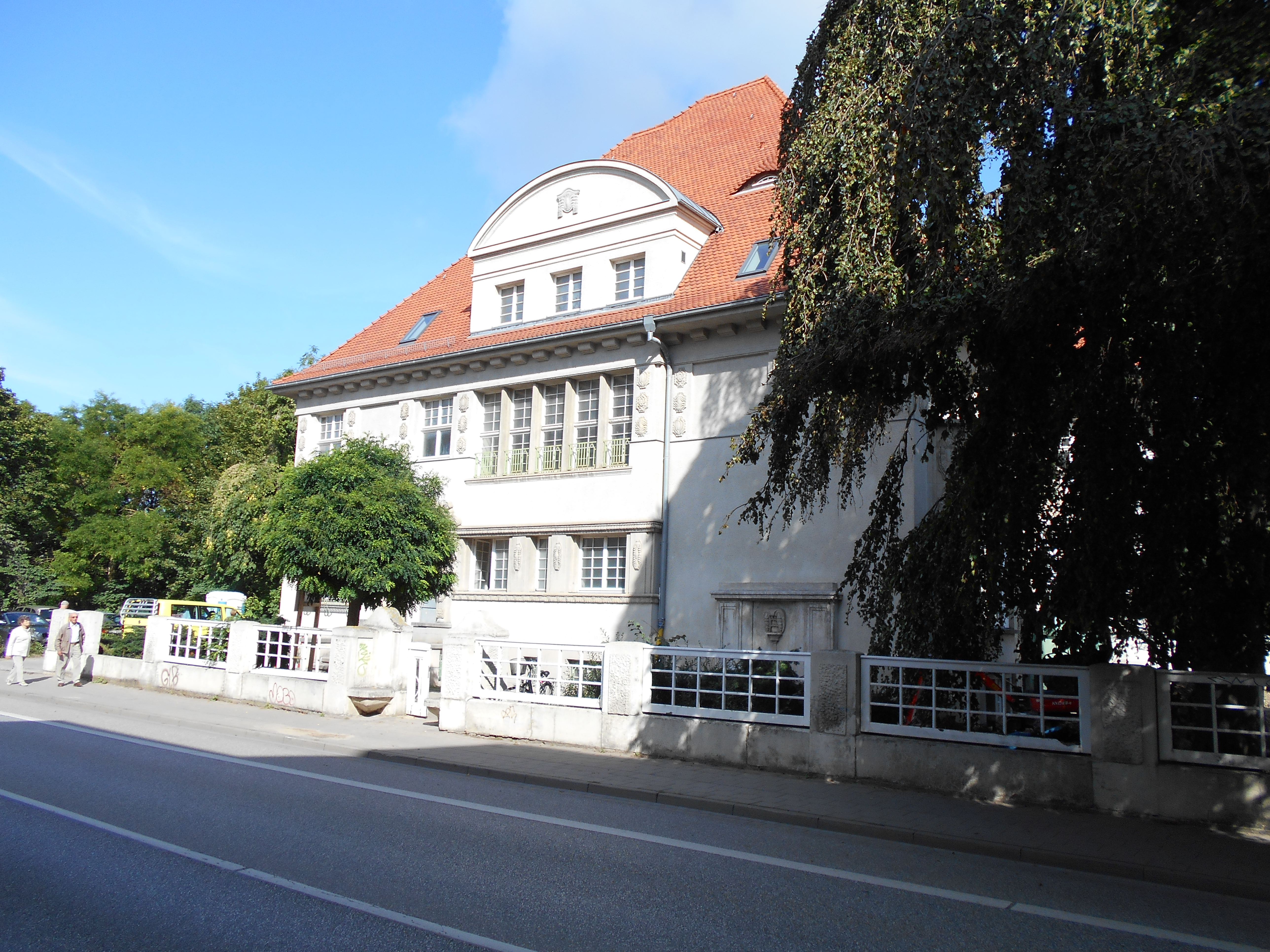
Straßenseite der Villa

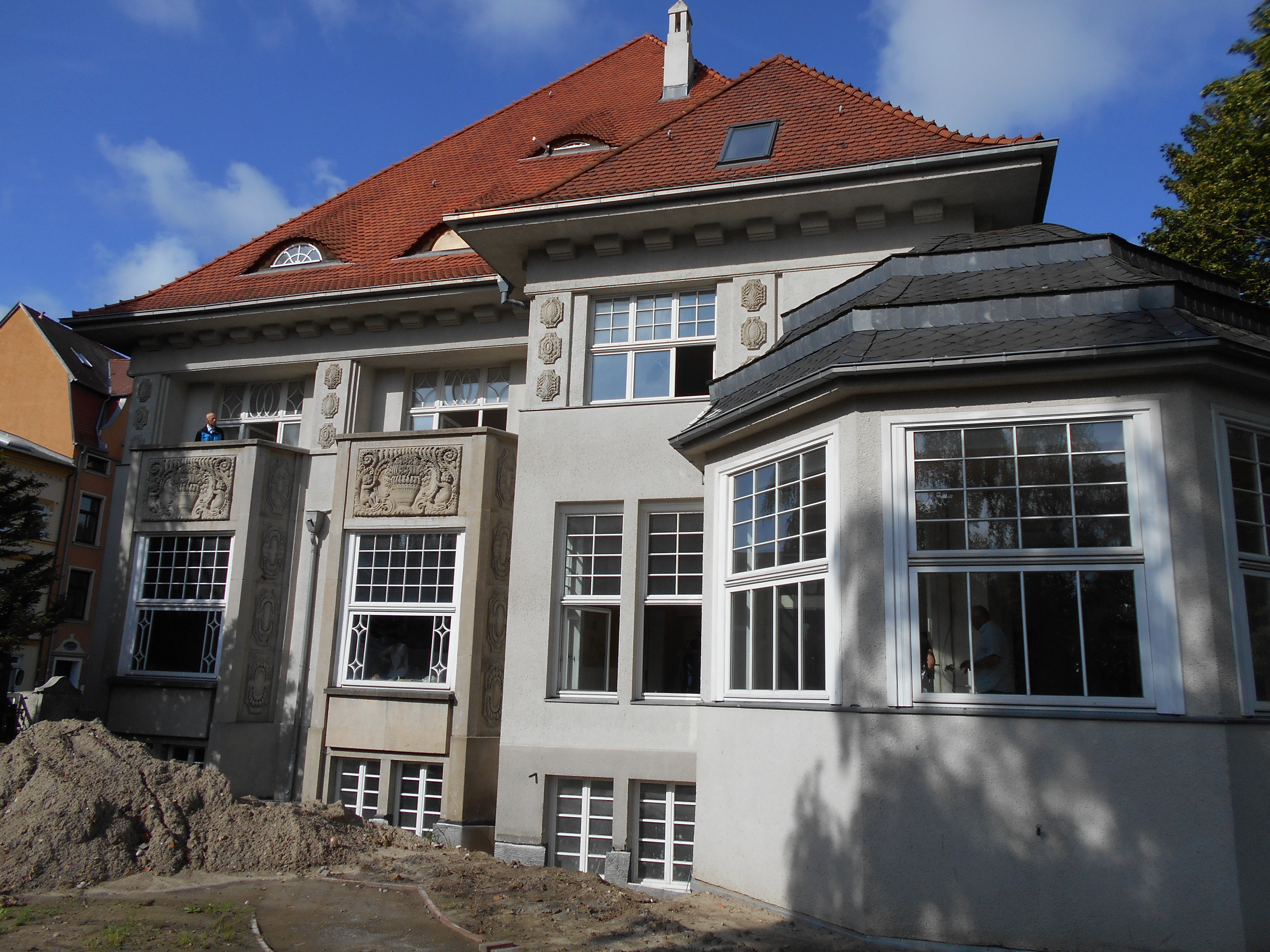
Die Villa von der Gartenseite

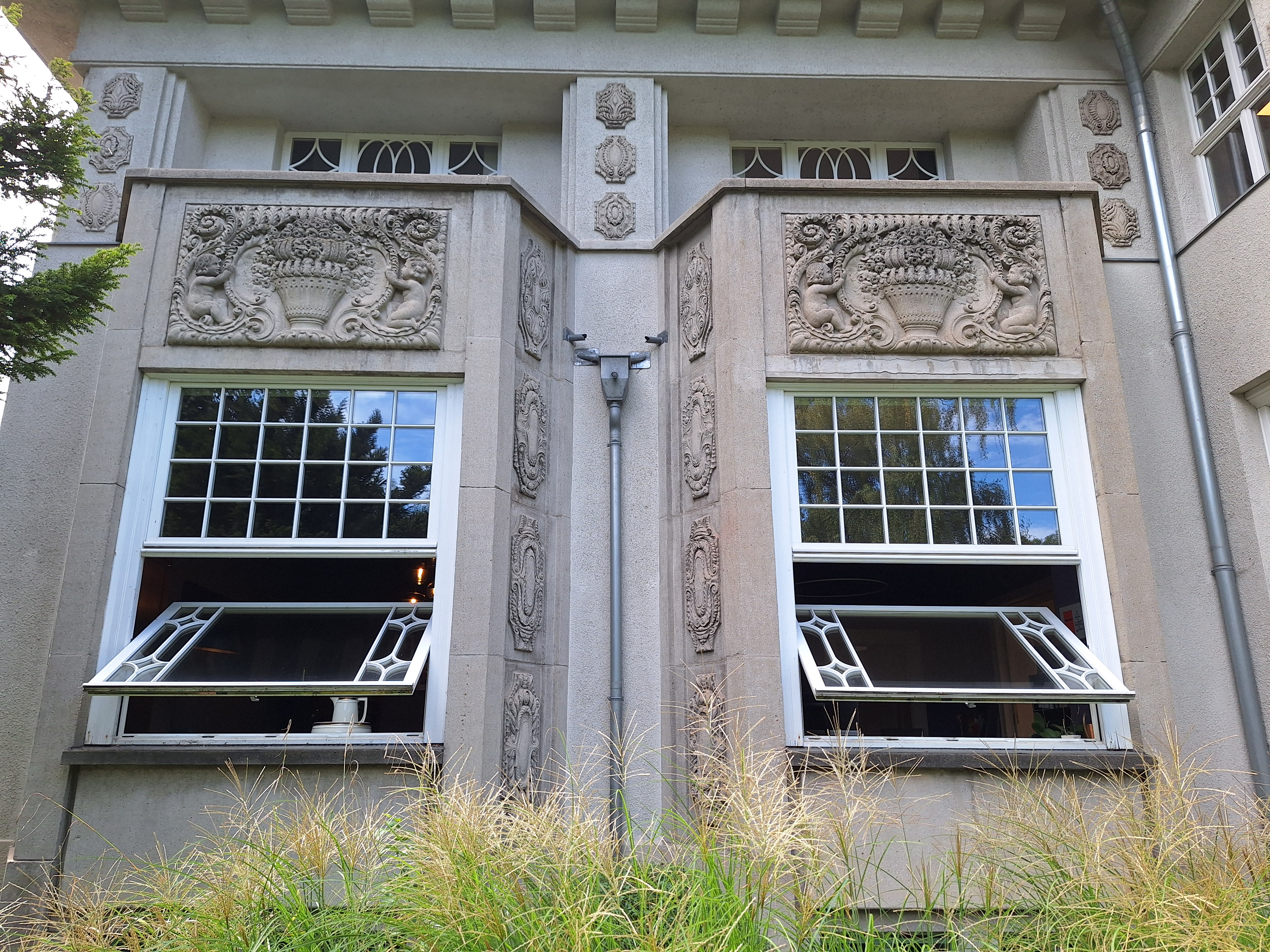
Ornamente am Fenster

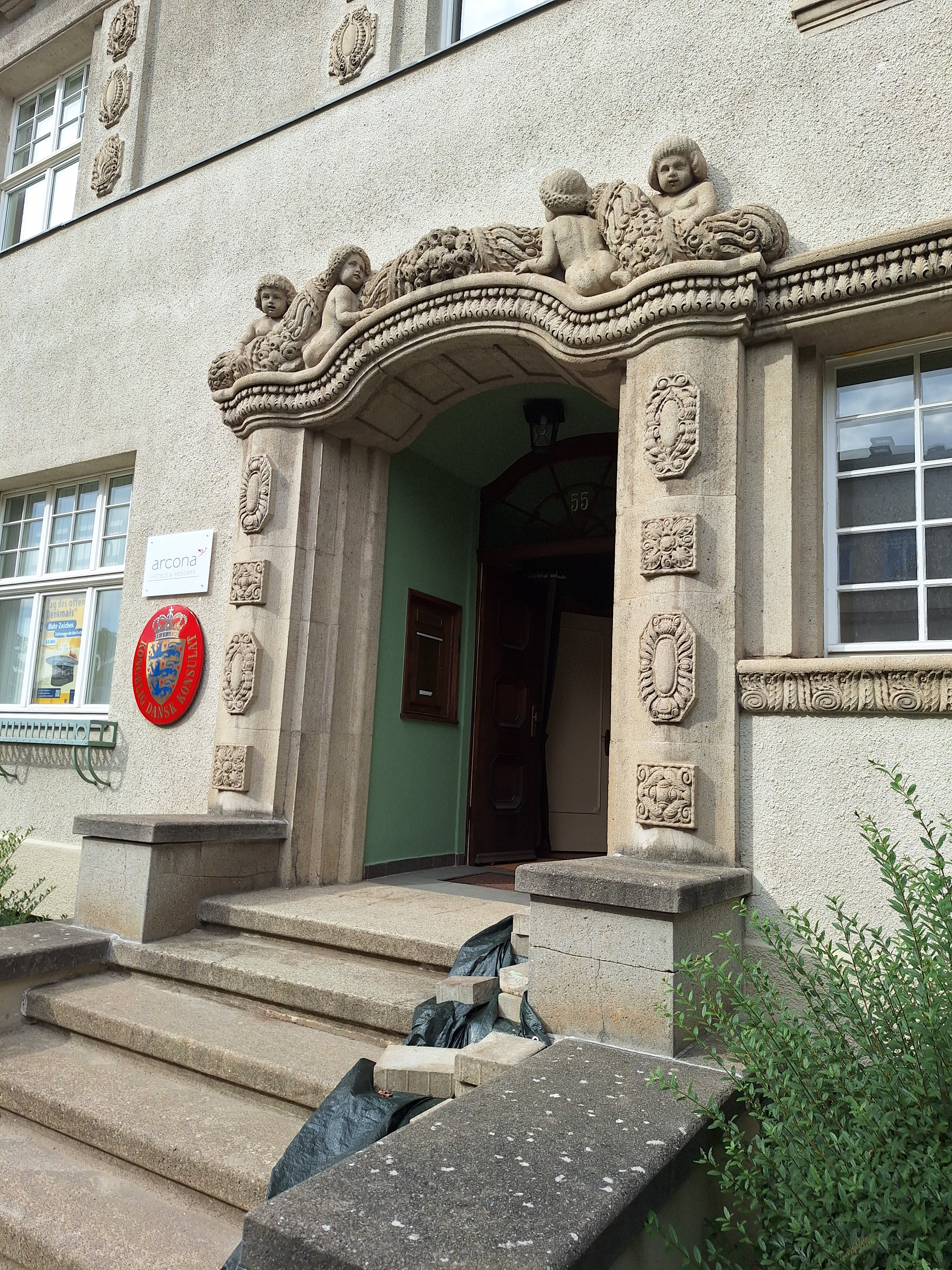
Portal

Die Zeecksche Villa wurde im Stil eines barocken Landhauses gestaltet und war das Wohn- und Geschäftshaus der Kaufmannsfamilie Zeeck in Rostock. Nach mehrfachem Eigentümerwechsel kaufte die Hotelgruppe arcona Ende 2017 das teilsanierte Gebäude und nutzt es derzeit als Rostocker Hauptsitz.

## Geschichte
Das Gebäude wurde 1909 nach Entwürfen des Architekten Paul Korff durch Bauunternehmer Heinrich Quade auf dem Grundstück Friedrich-Franz-Straße 55/56 (heute August-Bebel-Straße 55) errichtet. Es diente der seit 1896 in Rostock ansässigen Familie des Kaufhausbesitzers Gustav Zeeck als Wohn- und Geschäftshaus. Nach dem Zweiten Weltkrieg wurden russische Offiziere in der Villa einquartiert, allerdings konnte Familie Zeeck die Keller- und Dachräume weiterhin nutzen. Nach Auszug der russischen Kommandantur wurde 1949 das Amtsgericht Rostock im Haus untergebracht. Familie Zeeck wurde 1953 enteignet und verzog kurz darauf.
Anstelle eines Neubaus erhielt das Physikalische Institut der Universität Rostock 1958 die Villa Zeeck zugesprochen. Seitdem wurde die Villa durch die Sektion Physik und das Institut für Strahlenforschung genutzt. 1996 erhielt Familie Zeeck ihre Villa zurück und verkaufte sie an den Bauunternehmer Wieben, der ab 1998 mit der Sanierung begann. Bis 2015 nutzte das Institut für Physik der Universität Rostock das Gebäude, das Ende 2017 von der Hotelgruppe arcona gekauft und aufwändig saniert wurde. Inzwischen nutzt die Hotelgruppe die Villa als Rostocker Hauptsitz. Außerdem ist das Dänische Konsulat in dem Bauwerk untergebracht.

## Architektur
Das Bauwerk Paul Korffs war in den ersten Jahrzehnten des 20. Jahrhunderts mit seinem Stil architektonisch wegweisend.
Der zweigeschossige Stahlbetonbau mit ausgebautem Walmdach und Souterrain ist als putzsichtiges Bauwerk errichtet und mit pflanzlichen Ornamenten in Gussbeton verziert worden.
An der Front zur August-Bebel-Straße befindet sich ein mit figürlichem und ornamentalem Dekor gerahmtes Portal. Ein Wandbrunnen ist östlich davon angeordnet. Die östliche Schmalseite ist mit Erker und Loggia gestaltet und durch einen polygonalen Wintergarten akzentuiert. Aus der Bauzeit stammt auch die Einfriedung an der Straßenseite.
Im Eingangsbereich ist um die beherrschende Halle mit einer segmentbogenförmigen Kassettendecke ein Treppenhaus und eine Galerie mit geschnitztem ornamentalem Dekor gruppiert. Das folgende, damals übliche Raumprogramm einer großbürgerlichen Villa mit Salon, Herrenzimmer, Damenzimmer, Wintergarten, Schlafzimmer und Bad sowie weiteren Wohn- und Funktionsräumen ist auf kompaktem Raum überlegt untergebracht und durch eine expressive Farbgebung gekennzeichnet. Die Villa war mit Warmwasserzubereitung und einer Staubsaugeranlage für ihre Zeit sehr modern ausgestattet.